# Centriscus cristatus
Centriscus cristatus  (лат.) — вид лучепёрых рыб из семейства кривохвостковых (Centriscidae). Распространены в тропических и субтропических водах восточной части Индийского океана и западной части Тихого океана. Максимальная длина тела 30 см.

## Описание
Тело удлиненное, очень сильно сжато с боков, с острым брюшным краем; дорсальный профиль тела прямой; почти полностью покрыто тонкими, прозрачными костными пластинками. Швы между пластинками с гладкими краями. Рыло удлинённое; трубкообразное; рот маленький, беззубый. Межглазничное пространство выпуклое с боковой канавкой. На самом конце тела расположена длинная, цельная, острая колючка, за которой следуют две короткие колючки. Первая колючка срослась с костной пластинкой, без подвижного окончания. Спинной плавник с 12 мягкими лучами и хвостовой плавник расположены в задней части тела и смещены на вентральную сторону. В анальном плавнике 13—14 мягких лучей. Боковая линия отсутствует. Тело серебристого цвета с выраженной тёмно-жёлтой полосой вдоль средней части тела. У взрослых особей по верхней стороне тела проходят голубые полосы. Максимальная длина тела 30 см.

## Биология
Морские придонные рыбы. Обитают в прибрежных водах на глубине до 10 м среди водной растительности и кораллов. Заходят в солоноватые воды эстуариев. Плавают небольшими стайками почти в вертикальном положении головой вниз. Питаются мелкими планктонными ракообразными, такими как амфиподы и мизиды.

## Ареал
Распространены в тропических и субтропических водах восточной части Индийского океана и западной части Тихого океана от западной части Малаккского пролива, Индонезии и Малайзии до Австралии (Западная Австралия, Северная территория, Новый Южный Уэльс), Новой Каледонии и Соломоновых островов.